# Sentlinger

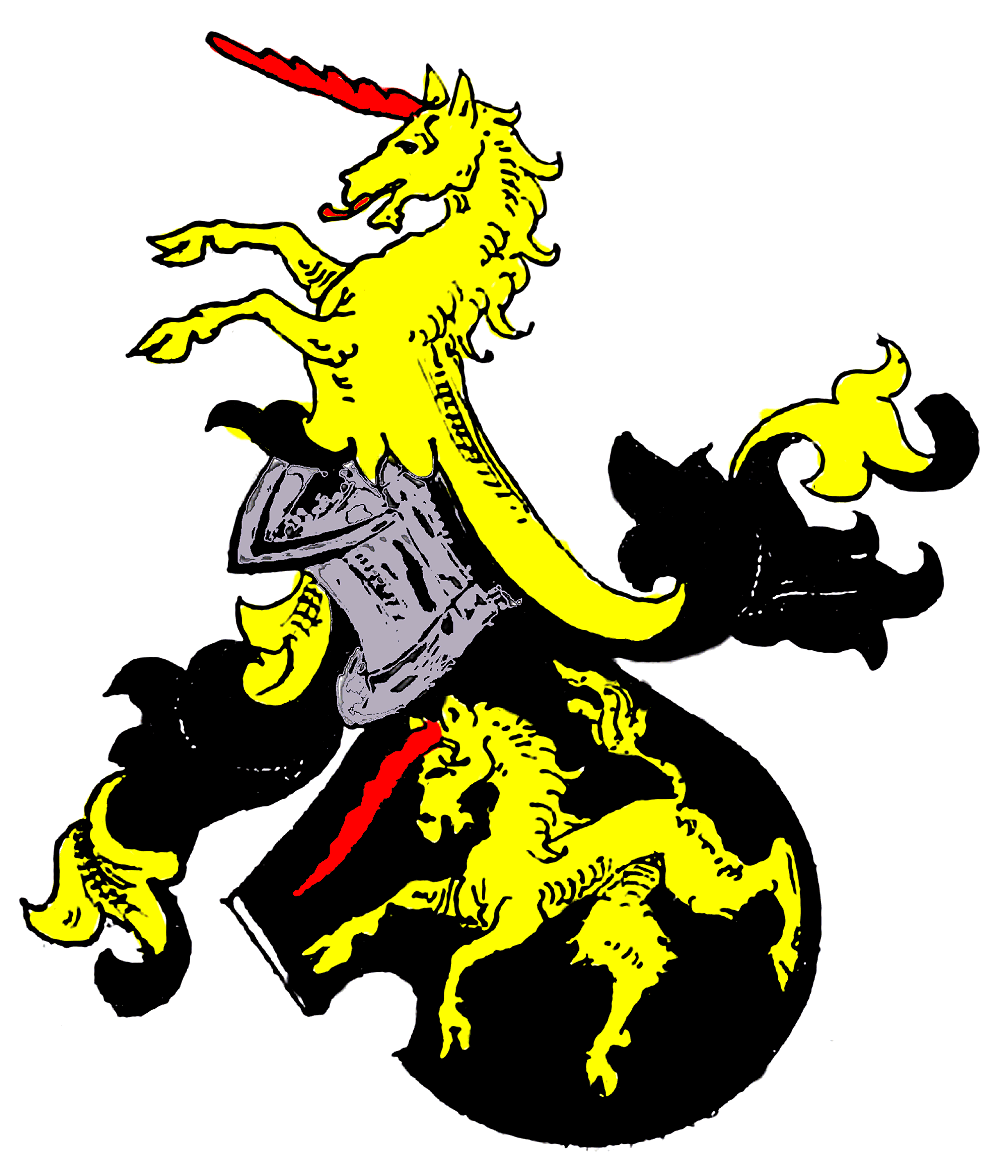
Wappen der Sentlinger

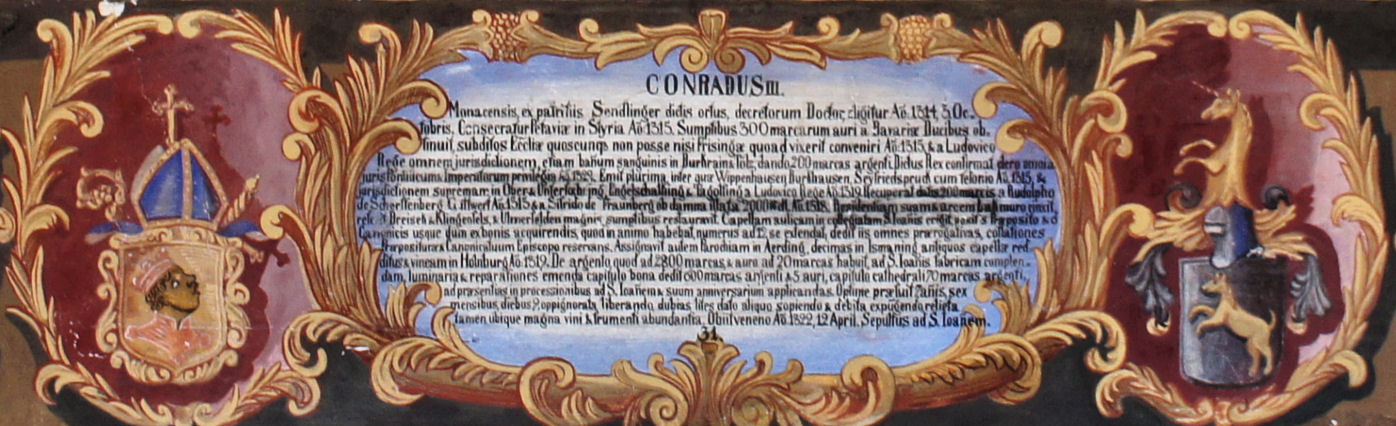
Wappentafel von Konrad III. im Fürstengang Freising

Die Familie Sentlinger (auch Sentilinger oder Sendlinger) war eine wohlhabende Münchner Patrizierfamilie.

## Geschichte
Die aus dem heutigen Münchner Stadtteil Sendling stammende Familie erscheint erstmals 1154 mit einem Nortpert von Sendlingen (Nobilis vir Notperus de Sentlingen) bei Urkunden im Kloster Tegernsee und ca. im Jahre 1170 urkundlich in München. 1239 ist erstmals ein Sentlinger in der Verwaltung Münchens nachweisbar, Mitglieder der Familie saßen lange im Inneren Rat der Stadt, dem höchsten Bürgergremium. Konrad III. der Sendlinger war der 31. Bischof von Freising in den Jahren 1314 bis 1322. 1397 gab es einen Bürgeraufstand in München, bei dem Heinrich der Sentlinger dem geflohenen Bürgermeister Jörg Kazmair Aufnahme gewährte. Die Familie der Sentlinger stand auf der Seite der Münchner Herzöge Ernst und Wilhelm gegen die rebellierenden Bürger der Stadt. 1399 kam Matheis Sendlinger an Schloss Pähl im heutigen Landkreis Weilheim-Schongau, 1410 erwarb er auch Sulzemoos. Er gilt auch als Gründer oder zumindest Erneuerer des Sentlinger Seelhauses in München. Aus der Familie stammte auch der Schreiber und Weltchronik-Redaktor Heinz Sentlinger. Die Sentlinger waren beim Geldwechsel und im Salzhandel involviert. Anfang des 15. Jahrhunderts zogen sie ganz von München, wo sie aus dem Burgfrieden verbannt worden waren, auf ihren Besitz in Pähl. Sie starben 1475 im Mannesstamm aus (sie werden auch als um 1500 ausgestorben bezeichnet).

## Wappen
Das Wappen zeigt in Schwarz ein rotbewehrtes, aufspringendes goldenes Einhorn. Auf dem Helm mit schwarz-goldenen Decken das Einhorn wachsend.
Das Wappen wurde um 1500 von Jörg Andorfer von Bach und Landsberied übernommen, der Walthauser Sendlinger als seinen lieben Bruder bezeichnete. Zu sehen ist es am Grabstein von Jörg Andorfer an der Frauenkirche, im alten Rathaussaal in München, und im Kino am Sendlinger Torplatz an der Decke.